# Lagmansereds socken
Lagmansereds socken i Västergötland ingick i Bjärke härad, ingår sedan 1974 i Trollhättans kommun och motsvarar från 2016 Lagmansereds distrikt.
Socknens areal är 54,2 kvadratkilometer varav 48,69 land. År 2000 fanns här 258 invånare. Kobergs slott samt sockenkyrkan Lagmansereds kyrka ligger i socknen.   

## Administrativ historik
Socknen har medeltida ursprung. 
Vid kommunreformen 1862 övergick socknens ansvar för de kyrkliga frågorna till Lagmansereds församling och för de borgerliga bildades Lagmansereds landskommun.  Landskommunen inkorporerades 1952 i Bjärke landskommun som upplöstes 1974 då denna del uppgick i Trollhättans kommun samtidigt som församlingen utvidgades med ett område som överfördes från Stora Mellby församling. Församlingen uppgick 2006 i Bjärke församling.
1 januari 2016 inrättades distriktet Lagmansered, med samma omfattning som församlingen hade 1999/2000.  
Socknen har tillhört län, fögderier, tingslag och domsagor enligt vad som beskrivs i artikeln Bjärke härad. De indelta soldaterna tillhörde Västgöta-Dals regemente, Väne kompani.

## Geografi
Lagmansereds socken ligger sydost om Trollhättan med sjön Vanderydsvattnet i väster. Socknen har odlingsbygd vid sjön i väster och är i övrigt en skogsbygd. Vanderydsvattnet delas med Upphärads socken i Trollhättans kommun, Hålanda socken i Ale kommun och Ale-Skövde socken i Lilla Edets kommun.
Kyrkan av sten med ett torn är byggd år 1934-1935. Den ersatte då en äldre stenkyrka från 1600-talet som förstördes av en brand 1929 och idag är ruin. En medeltida dopfunt är bevarad.
Socknen har dominerats av sätesgården Kobergs slott.
Bjärke härads tingsställe låg 1698-1782 i kyrkbyn Lagmansered.

## Fornlämningar
Boplatser, lösfynd och sex hällkistor från stenåldern är funna. Från järnåldern finns spridda gravar och ett mindre gravfält.

## Befolkningsutveckling
Befolkningen ökade från 621 1810 till 1 141 1880 varefter den minskade stadigt till 258 1990.

## Namnet
Namnet skrevs 1465 Lamaranzrydh och kommer från en gård. Namnet innehåller mansbinamnet lagman och ryd, 'röjning'.